# Конгар Хургулек Байискиланівна
Хургулек Байискиланівна Конґар (15 березня 1924, село Бай-Тал, Тувинська Народна Республіка — 6 січня 1996, Кизил) — тувинська радянська співачка (сопрано), актриса театру, народна артистка Російської РФСР.

## Біографія
Хургулек Байискиланівна Конґар народилася 15 березня 1924 року в селі Бай-Тал Бай-Тайгинського кожууна (тоді Тувинська Народна Республіка, нині Тува). Навчалася в Кизил-Мажаликській школі, жила в інтернаті. У школі брала участь в художній самодіяльності, добре співала, грала на балалайці. Грала в шкільному струнному оркестрі.
У 1941 році переїхала в Кизил, де почала вчитися в театральній школі-студії. Одні з педагогів були Ростислав Миронович і Анатолій Шатін. Займалася вокалом у хормейстера Сергія Булатова. Виконувала тувинські народні пісні, пісні радянських композиторів. Брала участь у виставах, у постановках уривків опер «Князь Ігор», «Запорожець за Дунаєм», «Чіо-Чіо-Сан».
Коли в 1943 році в Туву приїжджав радянський письменник Степан Щипачов, послухавши як співає Хургулек, вигукнув: «Соловей, чистий соловей!». Згодом по приїзду в Москву написав про неї вірш «Не назви тувинських річок…».
Грала в Тувинському національному музично-драматичному театрі, який був організований на основі театральної студії. Грала не тільки в музичних, але і в драматичних спектаклях.
Померла 6 січня 1996 року в Кизилі, похована на міському кладовищі.

### Родина
- Чоловік — Микола Монзуелович Конґар
- Дочка — Роланда Миколаївна Конґар, закінчила Інститут іноземних мов ним. Моріса Тореза у Москві, живе і працює в Москві.
- Син— Мерген Миколайович Конґар, був солістом у державному ансамблі «Саяни», рано пішов з життя.
- Син— Валерій Миколайович Конґар, закінчив Омську вищу школу міліції, працював у Міністерстві внутрішніх справ республіки.

## Нагороди та премії
- Заслужена артистка РРФСР (15 березня 1961)[1].
- Народна артистка Тувинської АРСР.
- Народна артистка РРФСР (1984).
- Орден Трудового Червоного Прапора.
- Диплом 2-го ступеня Всеросійського фестивалю драматичних театрів, присвяченого 100-річчю з дня народження М. Гіркого, за виконання ролі Олени у виставі «Міщани» (1968).

## Роботи в театрі
- «Тоска» Дж. Пуччіні — Туга
- «Весілля в Малинівці» — Яринка
- «Запорожець за Дунаєм» — Оксана
- «Чечен і Белекмаа» — Дангына
- «Черевички» — сваха Джихан
- «Аршин мал Алана» — тітонько
- «Кози Карпеш і Баян-Слу» — дівчина Баян-Слу
- «Платон Кречет» — Надя
- «Хайыраан-бот» — Уран, Кара, Салбакай
- «Ім'ям революції» Шатрова — дружина командира
- «Підступність і кохання» Шіллера — леді Мільфорд
- «Ніч місячного затемнення» Мустая Каріма — Танкебике
- «Самбажик» — Таданай
- «Гроза» Островського — Катерина
- «Нэркэс» — Зумрад

## Фільмографія
- 1989 — Повернення Ходжи Насреддіна — Мамлакат-Кубаро в старості

## Пам'ять
- Премія імені Хургулек Конґар в галузі вокального мистецтва заснована в Тиві в 2004 році.